# Oneta, Lombardia
Oneta este o comună din provincia Bergamo, Italia. În 2011 avea o populație de 654 de locuitori.

## Demografie
Format:Demografia/Oneta